# Catada fuliginosa
Catada fuliginosa là một loài bướm đêm trong họ Erebidae.